# العلاقات الألمانية الكرواتية
العلاقات الألمانية الكرواتية هي العلاقات الثنائية التي تجمع بين ألمانيا وكرواتيا.

## مقارنة بين البلدين
هذه مقارنة عامة ومرجعية للدولتين:
| وجه المقارنة                                              | ألمانيا                                                                              | كرواتيا                                                  |
| --------------------------------------------------------- | ------------------------------------------------------------------------------------ | -------------------------------------------------------- |
| المساحة (كم2)                                             | 357.41 ألف                                                                           | 56.59 ألف                                                |
| عدد السكان (نسمة)                                         | 81.29 مليون                                                                          | 4.11 مليون                                               |
| الكثافة السكانية (ن./كم²)                                 | 227.44                                                                               | 72.63                                                    |
| العاصمة                                                   | بون، برلين                                                                           | زغرب                                                     |
| اللغة الرسمية                                             | اللغة الألمانية                                                                      | اللغة الكرواتية                                          |
| العملة                                                    | يورو، مارك ألماني                                                                    | كونا كرواتية                                             |
| الناتج المحلي الإجمالي (بليون دولار)                      | 3.68 تريليون                                                                         | 54.85 مليار                                              |
| الناتج المحلي الإجمالي (تعادل القوة الشرائية) بليون دولار | 3.92 تريليون                                                                         | 94.64 مليار                                              |
| الناتج المحلي الإجمالي الاسمي للفرد دولار أمريكي          | 41.31 ألف                                                                            | 11.54 ألف                                                |
| الناتج المحلي الإجمالي للفرد دولار أمريكي                 | 46.40 ألف                                                                            | 21.64 ألف                                                |
| مؤشر التنمية البشرية                                      | 0.926                                                                                | 0.818                                                    |
| رمز المكالمات الدولي                                      | +49                                                                                  | +385                                                     |
| رمز الإنترنت                                              | .de                                                                                  | .hr                                                      |
| المنطقة الزمنية                                           | توقيت وسط أوروبا، ت ع م+01:00، ت ع م+02:00، توقيت أوروبا الوسطى المعياري (ت غ م +1) ‏ | توقيت وسط أوروبا، ت ع م+01:00، ت ع م+02:00، أوروبا/زغرب ‏ |

## مدن متوأمة
في ما يلي قائمة باتفاقيات التوأمة بين مدن ألمانية وكرواتية:
- ترتبط باد هومبورغ (فور در هوهه) مع دوبروفنيك باتفاقية توأمة.
- ترتبط غروسهابيرسدورف مع Malinska-Dubašnica [الإنجليزية]‏ باتفاقية توأمة منذ 22 مايو 2010.
- ترتبط روستوك مع رييكا باتفاقية توأمة منذ 1966.
- ترتبط كنتسينغن مع فينكوفسي باتفاقية توأمة.
- ترتبط شارلوتنبورج فيلمسدورف مع سبليت باتفاقية توأمة منذ 1961.
- ترتبط كونيغسبرون مع راب باتفاقية توأمة.
- ترتبط كوبلنتس مع فاراجدين باتفاقية توأمة منذ 1969.
- ترتبط رافنسبورغ مع فاراجدين باتفاقية توأمة.
- ترتبط رودغاو مع Donja Stubica [الإنجليزية]‏ باتفاقية توأمة.
- ترتبط هرتسوغن آوراخ مع نوفا غراديسكا باتفاقية توأمة.
- ترتبط شرامبرغ مع تشاكوفيتش باتفاقية توأمة منذ 1958.
- ترتبط منغن مع نوفسكا باتفاقية توأمة.
- ترتبط ليونبرغ مع روفينج باتفاقية توأمة.
- ترتبط فآترشتيتن مع تروغير باتفاقية توأمة.
- ترتبط ماينتس مع زغرب باتفاقية توأمة منذ 1967.
- ترتبط ترير مع بولا باتفاقية توأمة منذ 8 سبتمبر 1971.
- ترتبط ريمشينج مع سيساك باتفاقية توأمة.
- ترتبط فورستنفلدبروك مع زادار باتفاقية توأمة منذ 25 يونيو 2005.[19][19]
- ترتبط بفورتسهايم مع أوسييك باتفاقية توأمة منذ 1989.
- ترتبط هايدنهايم مع سيساك باتفاقية توأمة.
- ترتبط نويشتات أن در آيش مع Lipik [الإنجليزية]‏ باتفاقية توأمة.
- ترتبط تراونرويت مع فيروفيتيكا باتفاقية توأمة.
- ترتبط نويس مع رييكا باتفاقية توأمة منذ 1972.

## منظمات دولية مشتركة
يشترك البلدان في عضوية مجموعة من المنظمات الدولية، منها:
| علم المنظمة | اسم المنظمة                               | تاريخ انضمام ألمانيا | تاريخ انضمام كرواتيا |
| ----------- | ----------------------------------------- | -------------------- | -------------------- |
|             | مؤسسة التمويل الدولية                     | 20 يوليو 1956        | 25 فبراير 1993       |
|             | يونسكو                                    | 11 يوليو 1951        | 1 يونيو 1992         |
|             | مجموعة أستراليا                           | 1985                 | 2007                 |
|             | مركز تنسيق الحركة في أوروبا ‏              | ?                    | ?                    |
|             | مجموعة الموردين النوويين                  | ?                    | ?                    |
|             | مؤسسة التنمية الدولية                     | 24 سبتمبر 1960       | 25 فبراير 1993       |
|             | المركز الدولي لتسوية المنازعات الاستشارية | 18 مايو 1969         | 22 أكتوبر 1998       |
|             | وكالة ضمان الاستثمار متعدد الأطراف        | 12 أبريل 1988        | 19 مارس 1993         |
|             | منظمة حظر الأسلحة الكيميائية              | 29 أبريل 1997        | ?                    |
|             | الاتحاد الدولي للاتصالات                  | 1866                 | 3 يونيو 1992         |
|             | الأمم المتحدة                             | 18 سبتمبر 1973       | 22 مايو 1992         |
|             | منظمة الشرطة الجنائية الدولية             | ?                    | ?                    |
|             | البنك الدولي للإنشاء والتعمير             | 14 أغسطس 1952        | 25 فبراير 1993       |
|             | منظمة الأمن والتعاون في أوروبا            | 25 يونيو 1973        | 24 مارس 1992         |
|             | الفريق المعني برصد الأرض                  | ?                    | ?                    |
|             | الاتحاد البريدي العالمي                   | 1 يوليو 1875         | ?                    |
|             | حلف شمال الأطلسي                          | 9 مايو 1955          | 1 أبريل 2009         |
|             | منظمة التجارة العالمية                    | ?                    | ?                    |
|             | المنظمة الهيدروغرافية الدولية             | ?                    | ?                    |
|             | المنظمة الأوروبية لسلامة الملاحة الجوية   | 1960                 | 1997                 |
|             | مجلس أوروبا                               | 13 يوليو 1950        | ?                    |
|             | الاتحاد الأوروبي                          | 25 مارس 1957         | 1 يوليو 2013         |
|             | اتفاقية السماوات المفتوحة                 | ?                    | ?                    |

## أعلام
هذه قائمة لبعض الشخصيات التي تربطها علاقات بالبلدين:
- إيفان كلاسنيتش (لاعب كرة قدم كرواتي، 29 يناير 1980[46] – )
- توميسلاف ماريتش (لاعب كرة قدم كرواتي، 28 يناير 1973[47] – )
- روبرت بروسينتشكي (لاعب كرة قدم كرواتي، 12 يناير 1969[48] – )
- فرنر هرتزوغ (5 سبتمبر 1942[49][50][51] – )
- نيكو كوفاتش (لاعب كرة قدم كرواتي، 15 أكتوبر 1971[52] – )

## وصلات خارجية
- موقع وزارة الخارجية الألمانية
- موقع وزارة الخارجية الكرواتية